# Península de Galípoli
La península de Galípoli (en griego: Καλλίπολις, Kallípolis, que significa 'ciudad bonita'; en turco: Gelibolu) es una pequeña península de Turquía. Se encuentra al sur de la parte europea de Turquía, en la Tracia turca, limitando al norte con el golfo de Saros del mar de Tracia, la parte más septentrional del mar Egeo, y al sur con el estrecho de los Dardanelos y el mar de Mármara. El punto más avanzado es el cabo Helles.
La ciudad más grande en la península es Galípoli (turco Gelibolu). Desde su punto más occidental se puede vislumbrar la isla turca de Imbros.

## Historia
En la época clásica era conocida como Quersoneso tracio (Χερσόνησoς Θράκια). Sirvió a Alejandro Magno en el año 334 a. C. como punto de partida para su Campaña en Asia. Desde aquí cruzó con un ejército de 30 000 soldados y 5000 jinetes el estrecho de los Dardanelos.
En sentido contrario sirvió siglos después a los otomanos como punto de partida para su expansión por Europa. A la conquista de Galípoli, en 1354, siguió la conquista de Tracia y el sitio de Constantinopla, que casi cien años después cayó en manos otomanas.
En esta península tuvo lugar, durante la Primera Guerra Mundial, la célebre batalla de los Dardanelos, en febrero de 1915. La invasión de las fuerzas de la Entente fracasó y éstas tuvieron que retirarse.
- Datos: Q192860
- Multimedia: Gallipoli (Turkey) / Q192860